# Zębiełek japoński
Zębiełek japoński (Crocidura dsinezumi) – gatunek owadożernego ssaka z rodziny ryjówkowatych (Soricidae). Występuje w  Japonii. Na Hokkaido i Czedżu należącej do Korei Południowej zostały introdukowane. Niewielki ssak o długości ciała 65-80 mm i masie ciała 8,3-9,7 g (samce nieco cięższe od samic). Ogon stanowi 70% długości ciała. Kolor sierści jest zmienny, zimą koloru szarego lub brązowego natomiast latem zwykle ciemnobrązowa. Spód ciała jest zwykle jaśniejszy. Gatunek ten zamieszkuje brzegi rzek oraz zbocza z gęstą roślinnością do wysokości 1000 m n.p.m.. Żywią się owadami i pająkami. Niewiele wiadomo o ekologii tych ssaków w ich naturalnym środowisku. W niewoli para przebywała ze sobą przez 2-3 tygodnie, po czym samiec został oddzielony od samicy na czas porodu i laktacji. Okres ciąży oszacowano na 28-30 dni. Wielkość miotów wynosiła od 1 do 4 młodych. Młode rosły bardzo szybko osiągając masę dorosłych i dojrzałość płciową w 6-8 tygodniu życia. Długość życia wynosiła około 2 lat. Niewiele wiadomo na temat wrogów tego ssaka, lecz znaleziono pojedynczego osobnika w żołądku węża z gatunku Elaphe quadrivirgata. Na C. dsinezumi pasożytuje wsza z gatunku Polyplax reclinata. W Czerwonej księdze gatunków zagrożonych Międzynarodowej Unii Ochrony Przyrody i Jej Zasobów został zaliczony do kategorii LC (niższego ryzyka). Nie ma większych zagrożeń dla populacji tego gatunku.